# 牛向阳
牛向阳（1963年10月—），安徽肥东人，1993年4月加入中国共产党，中华人民共和国地方政治人物。
1986年7月毕业于滁州师专（现滁州学院）艺术系，历任安徽农业技术师范学院（现安徽科技学院）团委干事、团委副书记、团委书记。2000年10月，任安徽省凤台县委副书记（正处）。2001年6月，任凤台县代县长。2002年1月，任凤台县县长。2003年9月，任凤台县委书记、县人大常委会主任。期间，于2001年9月至2004年9月在安徽省委党校研究生部法学专业学习。2006年8月，升任安徽省淮南市委常委、凤台县委书记、县人大常委会主任。2008年7月，调任安徽省滁州市委常委、市纪委书记。2012年1月，任安徽省六安市委常委、市纪委书记。同年7月，任六安市委副书记、市纪委书记。2013年11月，任安徽省粮食局党组书记、局长。2018年3月，任安徽省林业厅党组书记、厅长。